# Amalie Schneider-Schlöth
Amalie Schneider-Schlöth (* 1839 in Basel; † 1888) war eine Schweizer Kochbuchautorin.

## Leben und Werk
Amalie (auch Amalia) Schneider-Schlöth war eine Tochter des aus Berlin stammenden Basler Schlossermeisters und Ofenfabrikanten Friedrich Ludwig Schlöth. Ihre aus Mähren stammende Mutter Veronika Amalie geborene Tireck starb, als sie 15 Jahre alt war. Amalie Schneider-Schlöth war eine Nichte des von 1843 bis 1874 in Rom tätigen Bildhauers Ferdinand Schlöth, mit dem sie bis zu ihrer Verheiratung einen regen, nur zum Teil in Privatbesitz erhaltenen Briefwechsel pflegte.
Als langjährige Kochkursleiterin veröffentlichte sie 1877 die Basler Kochschule, die über 600 Seiten umfasst und in zahlreichen Auflagen erschien. Sie bildet ein umfassendes Kompendium der bürgerlichen Esskultur im 19. Jahrhundert mit hohem Quellenwert. Noch 1935 wird eine Neuauflage des Buches in der Schweizerischen Lehrerinnenzeitung angepriesen als «ein den weitestgehenden Anforderungen entsprechendes Unterrichts- und Rezeptenwerk», geeignet für «die Hauswirtschaftslehrerin, für die Pensionsmutter, für die Hausfrau und für die junge Tochter». Neben fast 2500 für vier Personen berechneten Kochrezepten und 200 Menüs nach Jahreszeiten enthält das Buch auch Anleitungen zum Konservieren von Lebensmitteln, zur Handhabung von Kochgeräten, zum Dekorieren von Platten, zur Zubereitung von Fruchtsäften und zum Falten von Servietten. In späteren Angaben wurde der ursprüngliche Text teilweise verändert, denn die «Koch- und Essgewohnheiten haben sich in den letzten Jahrzehnten auch in Basel verändert; so sind Dachs, Fischotter, Murmeltier oder Bär weder in der Natur noch auf dem Markt ausgesprochen häufig anzutreffen».
Amalie Schneider-Schlöth war eine Halbschwester des Bildhauers Achilles Schlöth. Sie war mit dem Kaufmann Gottlieb Schneider verheiratet und hatte zwei Töchter, Amalie und Wilhelmine.

## Werke
- Basler Kochschule: eine leichtfaßliche Anleitung zur bürgerlichen und feineren Kochkunst, Verlag der Basler Buch- und Antiquariatshandlung, 6. Auflage, Basel 1903 [1. Aufl. 1877]. Vollständig digitalisiert verfügbar im Online-Katalog der Badischen Landesbibliothek.
  - 14. Auflage, vollständig neu bearbeitet von Andreas Morel. Verlag  F. Reinhardt, Basel 1983, ISBN 3-7245-0529-9.